# Монтерия (аэропорт)
Аэропорт Лос-Гарсонес (исп. Aeropuerto Los Garzones), (ИАТА: MTR, ИКАО: SKMR) — коммерческий аэропорт, расположенный в десяти километрах от центральной части города Монтерия (департамент Кордова, Колумбия).
Регулярные пассажирские перевозки из аэропорта осуществляют авиакомпании ADA, Avianca, EasyFly, LAN Colombia и Viva Colombia.

## План модернизации аэропорта
В 2008 году начались работы по реконструкции и модернизации аэропортового комплекса, включающие в себя реорганизацию всей инфраструктуры порта, строительство здание нового пассажирского терминала, системы супермаркетов и аптек, реструктуризацию рулёжных дорожек, модернизацию системы безопасности воздушной гавани и другие. Комплекс работ носит название «Airplan», подрядчиками по нему в результате проведённого аукциона определены компании «Malibú S.A.», «Fernando Mazuera y Cía.», «Información y Tecnología S.A.», «Portales Urbanos S.A.», «Sociedad Colombiana de Inversiones Comerciales», «Supertiendas y Droguerías Olímpica», «Noarco S.A.» и «CAH Colombia».

## Транспорт
С 2010 года между аэропортом Лос-Гарсонес и центральным автовокзалом Монтерии действует регулярное автобусное сообщение.